# 札幌ジャンクション

札幌ジャンクション／インターチェンジの概要

札幌ジャンクション（さっぽろジャンクション）は、北海道札幌市白石区米里にある道央自動車道と札樽自動車道のジャンクション（JCT）である。

## 概要

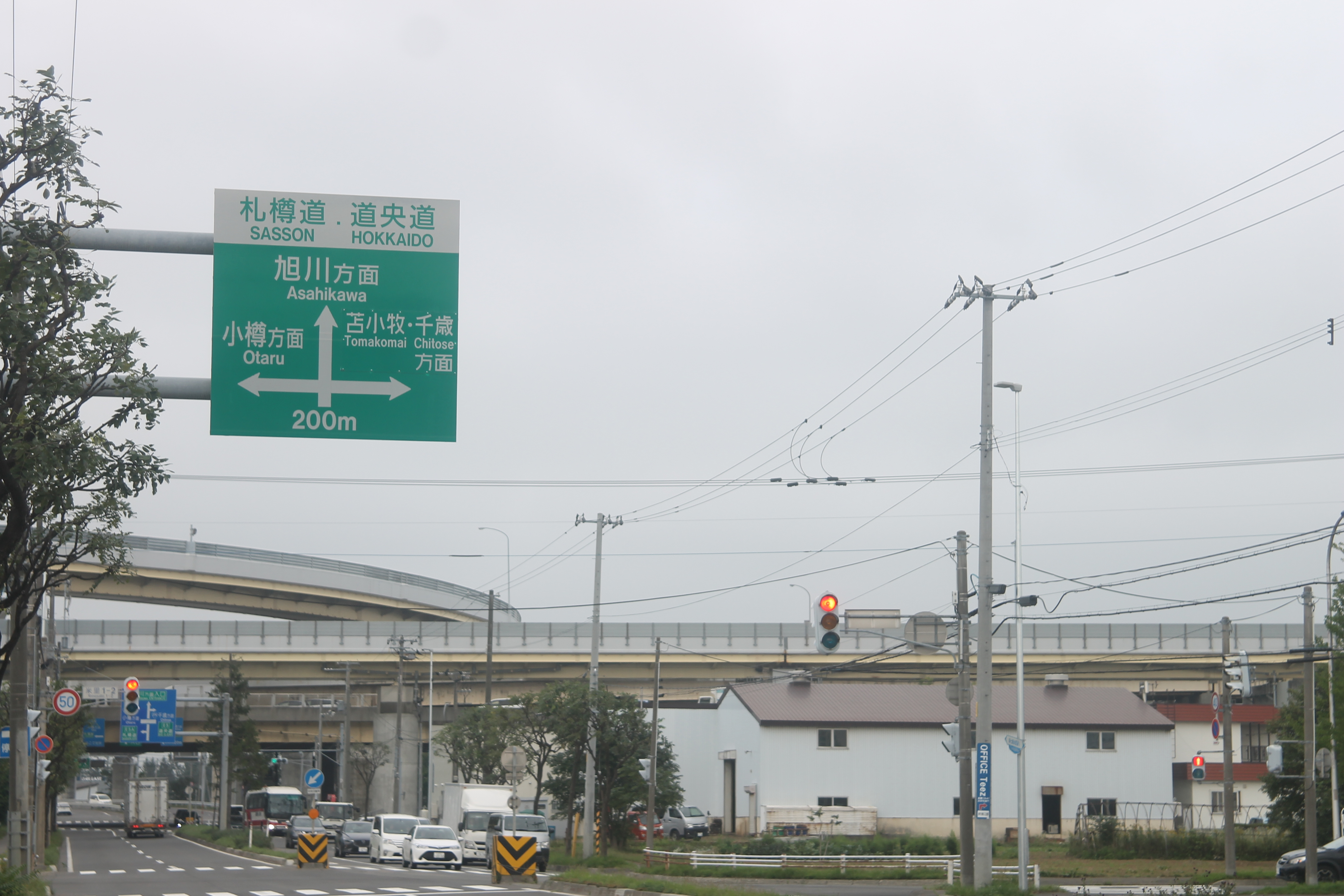
一般道(南7条米里通)から見た札幌ジャンクション

道央自動車道と札樽自動車道を結んでいる他、旭川方面向きの（ハーフIC）である札幌ICと、均一区間の料金を支払うための札幌本線料金所が併設されている。
ジャンクション部分は道央道千歳方面と札樽道が直結しており、道央道旭川方面が分岐する構造となっている。
旭川方面から走行してきた場合、当JCTを経由して道央自動車道（苫小牧・千歳方面）や札樽自動車道（小樽方面）に向かう車両は、本線料金所で札幌ICまでの料金と均一区間（札幌西IC⇔札幌南IC）の料金をまとめて支払う。道央自動車道（苫小牧・千歳方面）や札樽自動車道（小樽方面）から走行してきた場合はすでに均一区間料金を支払っているので、札幌ICから流入してくる車と同じ料金所を利用して通行券授受またはETC流入情報入力を行う。
道央自動車道は開通当初は当JCTを起点として両方面それぞれにIC番号が振られていたが、2018年12月に大沼公園ICの「6」から士別剣淵ICの「48」までの連続した番号に変更された。
道央自動車道のキロポストはここでリセットされ、苫小牧方面は頭にS、旭川方面は頭にNが付く形になっている。

## 歴史
- 1992年（平成4年）9月30日 : 札幌JCT - 札幌西IC間が開通し、道央自動車道と札樽自動車道が接続される。
- 2018年（平成30年）12月 : 道央自動車道のIC番号が変更され、新たに「32」の番号が付されることとなった[注 1]。

## 接続する道路
- E5 道央自動車道（北海道縦貫自動車道）
- E5A 札樽自動車道（北海道横断自動車道）

## 隣
E5 道央自動車道
(31) 北郷IC - (32) 札幌JCT - (33) 札幌IC/TB - (34) 江別西IC
E5A 札樽自動車道
(32) 札幌JCT - (1) 雁来IC